# Bulbophyllum dryas
Bulbophyllum dryas là một loài phong lan thuộc chi Bulbophyllum.